# Kanton Romans-sur-Isère-1
Der Kanton Romans-sur-Isère-1 war von 1973 bis 2015 ein französischer Wahlkreis im Arrondissement Valence, im Département Drôme und in der Region Rhône-Alpes; sein Hauptort war Romans-sur-Isère. Vertreter im Generalrat des Départements war zuletzt von 2001 bis 2015 Pierre Pieniek (PRG).

## Gemeinden
Der Kanton umfasste sechs Gemeinden (angegeben ist die Gesamteinwohnerzahl der Gemeinde Romans-sur-Isère) Im Kanton lebten 30.293 Einwohner (Stand: 2012)
| Gemeinde           | Einwohner Jahr | Fläche km² | Bevölkerungsdichte | Code INSEE | Postleitzahl |
| ------------------ | -------------- | ---------- | ------------------ | ---------- | ------------ |
| Clérieux           | 2.034 (2013)   | 13,53      | 150 Einw./km²      | 26096      | 26260        |
| Geyssans           | 682 (2013)     | 10,9       | 63 Einw./km²       | 26140      | 26750        |
| Mours-Saint-Eusèbe | 2.908 (2013)   | 5,27       | 552 Einw./km²      | 26218      | 26540        |
| Peyrins            | 2.581 (2013)   | 25,16      | 103 Einw./km²      | 26231      | 26380        |
| Romans-sur-Isère   | 33.632 (2013)  | –          | – Einw./km²        | 26281      | 26100        |
| Saint-Bardoux      | 580 (2013)     | 10,63      | 55 Einw./km²       | 26294      | 26260        |